# Ignaz Kögler
Ignaz (Ignace) Kögler (dont le nom chinois est 戴進賢, Dài Jìnxián, ou 嘉賓, Jiābīn), né le 11 mai 1680 à Landsberg, en électorat de Bavière (Saint-Empire), et décédé le 30 mars 1746 à Pékin (Chine), est un prêtre jésuite allemand, missionnaire en Chine, astronome et mathématicien à la cour impériale.

## Biographie
Ignaz termine ses études secondaires au collège jésuite de Landsberg avant d’entrer dans la Compagnie de Jésus le 4 octobre 1696. Au cours de sa formation spirituelle et académique il obtient son diplôme de maîtrise ès Arts et a enseigné les mathématiques et l'hébreu à Ingolstadt. Il est ordonné prêtre le 25 mai 1709 à Eichstätt, en Bavière.
Dans une lettre datée de 1714, peu après avoir fait sa profession religieuse solennelle à Ingolstadt (2 février 1714), il manifeste au Supérieur Général des Jésuites son désir d’être envoyé comme missionnaire en Chine. La demande est agréée et, le 14 mars 1716, Kögler quitte Lisbonne pour l’Extrême-Orient. Au début de 1717 il arrive à Pékin. Il y commence immédiatement sa carrière comme membre de la commission d’astronomie. Bientôt l’empereur Kangxi le fait président de cette important commission officielle chargée des recherches et de la publication des tables de logarithmes comme de dessiner les cartes des sphères célestes et d’en publier la liste des étoiles. Il y restera 30 ans.
Ces publications chinoises sont réimprimées dans des collections sur l’astronomie. Tout en même temps il est responsable de l’entretien et du bon fonctionnement des instruments d’astronomie. Bien qu’à cette époque le christianisme soit réprimé, Kögler est nommé par l’empereur lui-même comme conseiller [shilang] au ministère des rites, un des six départements administratifs importants du gouvernement central mandchou de la Dynastie Qing. C’est reconnaître sa très haute compétence dans le domaine astronomique. À l'exception de Giuseppe Castiglione, qui reçut le titre à titre posthume, aucun autre jésuite de l'ancienne mission de Chine n’avait reçu un tel honneur. Kögler fait usage de sa nouvelle position pour promouvoir la cause du christianisme.
En 1718, il donne le baptême à Depei, un membre de la famille impériale, qui fut gouverneur du Zhejiang, gouverneur général du Hunan et du Hubei et, enfin, haut fonctionnaire à la cour impériale de Pékin. Depei garde secrète sa conversion au christianisme et est de grande aide aux missionnaires jésuites, dont son compatriote Gottfried von Laimbeckhoven (de).
Kögler a également des responsabilités importantes et délicates à l’intérieur de l’ordre des Jésuites, étant donné la gravité des mesures prises à la suite de la décision négative concernant les rites chinois). De 1729 à 1732 Kögler est visiteur canonique de la province jésuite de Chine et de 1741 à 1745, visiteur de la vice-province du Japon. La suspicion envers les hommes de science jésuites s’installe: ainsi Kogler doit de se défendre - dans un mémoire adressé à l’empereur Qianlong - lorsque, en 1740, il est accusé par des fonctionnaires de la cour de chercher à détruire les instruments anciens d’astronomie.
Malgré ces déboires Ignaz Kögler reste avant tout homme de science. Il garde le contact avec divers savants d'Europe, non seulement pour les informer sur l'astronomie et les mathématiques de Chine, mais aussi pour en connaître les dernières avancées européennes dans ces domaines et de les présenter aux chinois. Durant plus de dix ans il est en correspondance avec Siegfried Bayer, un pionnier allemand de la sinologie résidant à Saint-Petersbourg (Russie), auquel il envoie plusieurs objets  pour son ‘museum sinicum’, ainsi qu’une copie du commentaire de son ami Depei sur le Yi Jing, un célèbre traité classique chinois.
Étant donné son excellente connaissance de l'hébreu, il parvient à déchiffrer les inscriptions trouvées dans la synagogue de Kaifeng. D’abord publiées dans les lettres (en latin) de Kögler ces découvertes sont traduites en allemand à partir du début du XIXe siècle. Avec ses collègues jésuites Antoine Gaubil, Anton Gogeisl, August von Hallerstein (qui sera son successeur à Pékin) et d’autres, Kögler fait face à des difficultés de plus en plus grande dans ces échanges scientifiques étant donné l’hostilité croissante de l’empereur vis-à-vis du christianisme et des missionnaires.
Le savant jésuite développe également des relations amicales avec deux hommes de science coréens, An Kukpin et Pyon Chunghua, qui plus tard introduiront en Corée les recherches avancées de l’astronomie chinoise. En 1744, il installe une grande sphère armillaire dont les vestiges sont encore visibles sur les murailles de la vieille ville de Pékin.
Ignaz Kögler meurt à Pékin le 30 mars 1746. Resté profondément religieux il aidait volontiers les pauvres chrétiens leur distribuant le pécule reçu pour ses services en astronomie.

## Écrits
- Kangxi wushiqi nian ba yue shiliu ri renchen wang yueshitu (Calcul d'une éclipse lunaire, 10 septembre 1718), Pékin, 1718.
- Yuzhi lixiang kaocheng biao (Ephémérides), Pékin, 1738.
- Litterae patentes imperatoris Sinarum Kang-hi sinice et latine cum interpretatione, Nürnberg, 1802.
- Notitiae S. S. Bibliorum Judaeorum in imperio sinensi, Halle, 1805.
- Versuch einer Geschichte der Juden in China, Halle, 1806.

## Source
- J.W. Witek: Article dans Diccionario historico de la Compañia de Jesús, vol.III, Roma, IHSI, 2001, pp. 2210-2211.
- Ronnie Po-chia Hsia, Les jésuites, histoire et dictionnaire, Paris, Bouquins éditions, 2022  (ISBN 978-2-38292-305-4), p. 788.